# Bryan Singer
Bryan Singer, född 17 september 1965 i New York, är en amerikansk filmregissör och producent. Singer fick sitt stora genombrott med filmen De misstänkta. Han är välkänd bland sci-fifans och serietidningsfans till följd av hans arbete med X-Men filmerna och Superman Returns.

## Barndom och ungdomsår
Singer föddes i New York och adopterades av Grace Singer (född Sinden), en miljöaktivist, och Norbert Dave Singer, en företagschef. Han växte upp i West Windsor, New Jersey, och gick på West Windsor-Plainsboro High School South, där han tog examen 1984. Singer studerade sedan filmproduktion i två år på New York School of Visual Arts, men bytte senare till USC School of Cinematic Arts i Los Angeles. Skådespelarna Lori och Marc Singer är hans kusiner. Han är jude och bisexuell, och har sagt att hans livserfarenheter av att växa upp inom en minoritet har influerat hans filmer. Han har dyslexi, men gillar att läsa noveller.
Tillsammans med skådespelaren Michelle Clunie har han en son född 2015.
Upprepade anklagelser om sexuella övergrepp har riktats mot Bryan Singer.

## Filmografi
| Långfilmer | Långfilmer                                         | Långfilmer     | Långfilmer     | Långfilmer     | Långfilmer                               |
| År         | Titel                                              | Krediterad som | Krediterad som | Krediterad som | Notis                                    |
| År         | Titel                                              | Regissör       | Producent      | Författare     | Notis                                    |
| ---------- | -------------------------------------------------- | -------------- | -------------- | -------------- | ---------------------------------------- |
| 1988       | Lion's Den                                         | Ja             | Ja             | Ja             | Kortfilm                                 |
| 1993       | Public Access                                      | Ja             | Ja             | Ja             |                                          |
| 1995       | De misstänkta                                      | Ja             | Ja             |                |                                          |
| 1998       | Sommardåd                                          | Ja             | Ja             |                |                                          |
| 1998       | Burn                                               |                | Ja             |                |                                          |
| 2000       | X-Men                                              | Ja             |                | Ja             |                                          |
| 2003       | X-Men 2                                            | Ja             |                | Ja             |                                          |
| 2006       | Superman Returns                                   | Ja             | Ja             |                |                                          |
| 2006       | Look, Up in the Sky! The Amazing Story of Superman |                | Ja             |                | Dokumentär                               |
| 2007       | Color Me Olsen                                     |                | Ja             |                | Kortfilm                                 |
| 2008       | Valkyria                                           | Ja             | Ja             |                |                                          |
| 2009       | Trick 'r Treat                                     |                | Ja             |                |                                          |
| 2011       | X-Men: First Class                                 |                | Ja             | Ja             | [ 9 ]                                    |
| 2013       | Jack the Giant Slayer                              | Ja             | Ja             |                | [ 10 ]                                   |
| 2014       | X-Men: Days of Future Past                         | Ja             | Ja             |                | [ 11 ]                                   |
| 2016       | X-Men: Apocalypse                                  | Ja             | Ja             | Ja             | [ 12 ]                                   |
| 2018       | Bohemian Rhapsody                                  | Ja             |                |                | [ 13 ]                                   |
| TV         |                                                    |                |                |                |                                          |
| År         | Titel                                              | Krediterad     | Krediterad     | Krediterad     | Notis                                    |
| År         | Titel                                              | Regissör       | Producent      | Författare     | Notis                                    |
| 2004–2012  | House                                              | Ja (2004)      | Ja             |                | Regisserade första och tredje avsnittet. |
| 2005       | The Triangle                                       |                | Ja             | Ja             | Miniserie                                |
| 2006       | The Science of Superman                            |                | Ja             |                | TV-dokumentär                            |
| 2007       | Football Wives                                     | Ja             | Ja             |                | Pilot                                    |
| 2007–2009  | Dirty Sexy Money                                   |                | Ja             |                |                                          |
| 2008       | Valkyrie: The Plot to Kill Hitler                  |                | Ja             |                | TV-dokumentär                            |
| 2012       | Mockingbird Lane                                   | Ja             | Ja             |                | TV special                               |
| Webbserier |                                                    |                |                |                |                                          |
| År         | Titel                                              | Krediterad som | Krediterad som | Krediterad som | Notis                                    |
| År         | Titel                                              | Regissör       | Producent      | Författare     | Notis                                    |
| 2012       | H+: The Digital Series                             |                | Ja             |                |                                          |

Skådespelare
- Lion's Den (1988)
- Star Trek Nemesis (2002)
- X-Men 2 (2003)
- House (2004)